# Cornelia Ghijben
Cornelia Ghijben, född 1733, död ca 1790, var en holländsk skådespelare. 
Hon var dotter till skådespelaren Elisabeth Mooij, 1755-77 gift med balettdansaren och skådespelaren John Bouhon (ca 1730-1791), och mor till dansösen Cornelia Bouhon.
Hon var verksam vid Amsterdamse Schouwburg  1752-1784 men var också tidvis verksam i andra delar av Nederländerna. Cornelia Ghijben var en hyllad skådespelare, känd för sin skönhet, som ofta fick goda omdömen av samtida kritiker.  Hon blev 1753 med sin mor föremål för den kända smädesdikten "Castigatico".
Hennes liv efter avskedet från teatern 1784 är okänt, och det är möjligt att hon emigrerade med sin före detta make till Batavia på Java.